# Лоухимиес, Аку

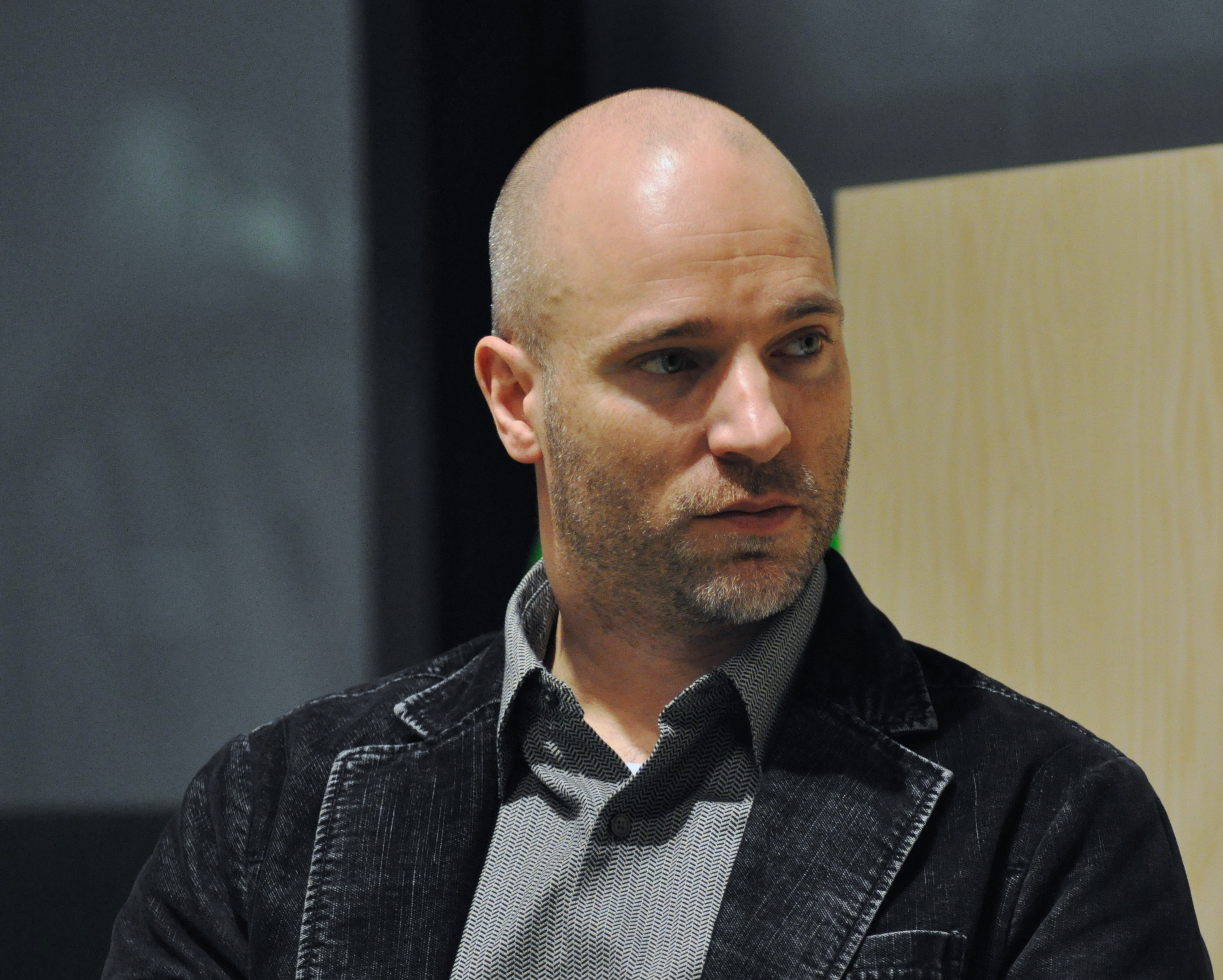
Aku Louhimies (2009)

Аку Лоухимиес (фин. Aku Louhimies; род. 3 июля 1968, Хельсинки, Финляндия) — финский кинорежиссёр и сценарист.

## Биография
Аку Лоухимиес изучал историю в Хельсинкском университете, он окончил Высшую школу искусств, дизайна и архитектуры. Живёт в Хельсинки, имеет воинское звание лейтенант запаса.
С 2003 по 2010 годы был женат на актрисе Лауре Малмиваара в браке с которой родились две дочери — Алма (2004) и Айно (2006) (развод был официально оформлен в 2012 году).
В начале своей карьеры режиссёр снимал короткометражные фильмы, документальные фильмы, музыкальные клипы, а также несколько эпизодов в сериалах «Родная улица» («Kotikatu») и «Академия сердец» («Sydänten akatemia»).
Первый полнометражный фильм «Неприкаянный» («Levottomat») появился в 2000 году и был участником конкурсной программы XXII Московского международного кинофестиваля. Известность режиссёру принесли фильмы «Вечная мерзлота» («Paha maa», 2005) и «Голая бухта» («Vuosaari», 2012), получившие премию «Юсси» в номинации «за лучшую постановку», а фильм «Вечная мерзлота» — также «за лучший сценарий».
По собственному признанию, противопоставляет своё творчество работам финского режиссёра Аки Каурисмяки: «Когда я так говорю о Каурисмяки, я ни в коем случае его не сужу. Просто я помешан на реализме, а Каурисмяки строит воображаемый, идеальный город его желаний. Мы разные. Того мира, который показывает Каурисмяки, больше не существует, я же переношу на экран современность.».
27 октября 2017 года в прокат вышла новая конолента режиссёра — «Неизвестный солдат» («Tuntematon sotilas»), набравшая более 1 млн просмотров. Также режиссёр продолжает работать над своим первым англоязычным фильмом «Clearance».
В марте 2018 года ряд известных актрис Финляндии, Памела Тола, Йессика Грабовски, Матлеена Куусниеми, Лотта Лехтикари, Сайя Лехтонен, Ребекка Вийтала, Пихла Вийтала и Мануэла Боско, воодушевлённые компанией #metoo, обвинили режиссёра с жестоком обращении на съёмочной площадке.

## Фильмография
| Год  |   | Название                                    | Примечание |
| ---- | - | ------------------------------------------- | ---------- |
| 2000 | ф | «Неприкаянный» («Levottomat»)               | режиссёр   |
| 2002 | ф | «Витая в облаках» («Kuutamolla»)            | режиссёр   |
| 2005 | ф | «Вечная мерзлота» («Paha maa»)              | режиссёр   |
| 2006 | ф | «Человек без покровов» («Riisuttu mies»)    | режиссёр   |
| 2006 | ф | «Белый город» («Valkoinen kaupunki»)        | режиссёр   |
| 2008 | ф | «Приказ» («Käsky»)                          | режиссёр   |
| 2012 | ф | «Голая бухта» («Vuosaari»)                  | режиссёр   |
| 2013 | ф | «Восьмой шар» («8-pallo»)                   | режиссёр   |
| 2017 | ф | «Неизвестный солдат» («Tuntematon sotilas») | режиссёр   |
| 2021 | ф | «Ожидание» («Odotus»)                       | режиссёр   |